# Selezioni giovanili della nazionale femminile di pallacanestro del Kosovo
Le selezioni giovanili della nazionale femminile di pallacanestro del Kosovo, sono state gestite dalla Federazione cestistica del Kosovo e partecipavano ai tornei cestistici femminili internazionali per squadre nazionali, limitatamente a specifiche classi d'età.

## Under-20
Rappresenta le migliori giocatrici di nazionalità kosovara di età non superiore ai 20 anni. Partecipa a tutte le manifestazioni internazionali giovanili di pallacanestro per nazioni gestite dalla FIBA.
Il suo percorso ha ricalcato per intero quello della nazionale Under-20 serba fino al 2015, anno di riconoscimento dell'indidendenza dello Stato e la conseguente nascita della selezione nazionale.

### Partecipazioni
Ha disputato sempre gli Europei di Division B.

## Under-18
Rappresenta le migliori giocatrici di nazionalità kosovara di età non superiore ai 18 anni. Partecipa a tutte le manifestazioni internazionali giovanili di pallacanestro per nazioni gestite dalla FIBA.
Il suo percorso ha ricalcato per intero quello della nazionale Under-18 serba fino al 2015, anno di riconoscimento dell'indidendenza dello Stato e la conseguente nascita della selezione nazionale.

### Partecipazioni
Division B
- 2018 - 22°
- 2019 - 22°

## Under-16
Rappresenta le migliori giocatrici di nazionalità kosovara di età non superiore ai 16 anni. Partecipa a tutte le manifestazioni internazionali giovanili di pallacanestro per nazioni gestite dalla FIBA.
Il suo percorso ha ricalcato per intero quello della nazionale Under-16 serba  fino al 2015, anno di riconoscimento dell'indidendenza dello Stato e la conseguente nascita della selezione nazionale.

### Partecipazioni
Division B
- 2018 - 21°
- 2019 - 20°

Division C
- 2016 - 4°
- 2017 - 5°